# Tempelfjorden

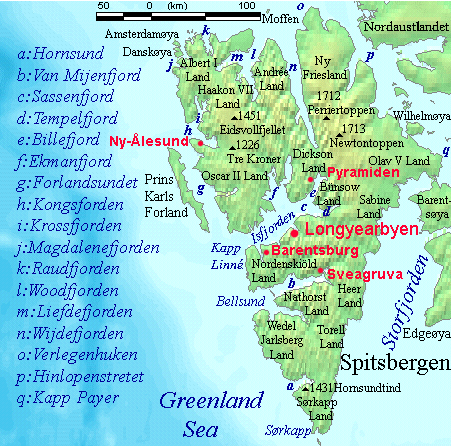
Localización del Tempelfjorden (letra d).

El Tempelfjorden o fiordo de Tempel es la terminación del Isfjorden, un entrante de mar localizado en la isla noruega de Spitsbergen, en el archipiélago de las Svalbard.
El Isfjorden es la mayor entrada de agua en el interior de Spitsbergen, y está localizado al este del Sassenfjorden.
El glaciar Tunabreen (breen: glaciar) y el Nordenskjoldbreen (en honor de, Otto Nordenskjöld) son el origen de este fiordo.
El fiordo es una reserva natural protegida.
- Datos: Q2982678
- Multimedia: Tempelfjorden / Q2982678